# Alfred Vail
Alfred Lewis Vail, född 25 september 1807 i Morristown, New Jersey, USA, död 18 januari 1859 i Morristown, var en amerikansk mekaniker och uppfinnare. Han ägnade sig under åren 1845–1848 åt Samuel Morses experiment med elektromagnetisk telegrafi och den därur framväxande kommersiella verksamheten som morsealfabetet bidrog till. År 1848 drog han sig emellertid ur den verksamheten, eftersom han menade att de som drev dessa telegraflinjer inte till fullo insåg dess stora kommersiella värde, och inte gav honom tillräcklig lön för mödan.
Alfred Vails sista anställning inom telegrafnäringen var som "superintendent of the Washington and New Orleans Telegraph Company".